# Revenge (Schiff, 1916)
HMS Revenge war das Typschiff der Revenge-Klasse, das in den 1910er-Jahren für die Royal Navy gebaut wurde.

## Geschichte
Die Revenge wurde am 22. Dezember 1913 auf Kiel gelegt, am 29. Mai 1915 vom Stapel gelassen und am 24. März 1916 für den Einsatz im 1. Schlachtgeschwader der Grand Fleet unter dem Kommando von Sydney Freemantle in Dienst gestellt.

### Erster Weltkrieg

#### Skagerrakschlacht
In dem Versuch, einen Teil der Grand Fleet aus ihren Häfen zu locken und zu vernichten, verließ die deutsche Hochseeflotte, bestehend aus 16 Schlachtschiffen, 6 Einheitslinienschiffen und weiteren Schiffen, am frühen Morgen des 31. Mai Wilhelmshaven. Der Plan sah vor, dass Hipper mit den Schlachtkreuzern der 1. und den leichten Kreuzern der 2. Aufklärungsgruppe Wilhelmshaven verlassen und nach Norden außer Sichtweite der dänischen Küste vorstoßen sollte. Dort sollte er durch Angriffe auf die Küstenstädte ein Auslaufen von britischen Schiffen provozieren und sie in Richtung Hochseeflotte locken. Die nachrichtendienstliche Abteilung der britischen Admiralität Room 40 hatte den deutschen Funkverkehr mit den Operationsplänen abgefangen und entschlüsselt. Daraufhin befahl die Admiralität Jellicoe und Beatty, noch in der Nacht mit der Grand Fleet von Scapa Flow, Cromarty und Rosyth auszulaufen, um die Hochseeflotte abzuschneiden und zu vernichten.

Manöver der britischen (blau) und deutschen (rot) Flotte vom 31. Mai bis zum 1. Juni 1916

Gegen 18:00 Uhr kam die deutsche Flotte in Schussweite und um 18:22 Uhr eröffnete die Revenge das Feuer. Sie feuerte siebzehn Minuten lang mit Unterbrechungen, erzielte aber keine Treffer. Um 19:09 Uhr musste die Revenge abdrehen, um einem Torpedo auszuweichen. Kurz darauf griff sie den Schlachtkreuzer Derfflinger an. Die Revenge traf ihn fünfmal und setzte seine hinteren Geschütztürme außer Gefecht, bevor sie sich der Von der Tann zuwandte. Um 19:19 Uhr traf die Revenge die Von der Tann einmal in der Nähe ihres hinteren Kommandoturms, wobei sie nur geringfügig beschädigt wurde. Um 19:35 Uhr musste sie erneut abdrehen, um zwei Torpedos auszuweichen. Nach Berichten über ein U-Boot, die sich als Einbildung herausstellten, wendete sie um 19:42 Uhr erneut. Dies war das letzte Mal, dass die Revenge in die Schlacht eingriff.

### Anschließende Aktivitäten
Die Grand Fleet lief am 18. August aus, um die Hochseeflotte auf ihrem Vormarsch in die südliche Nordsee aus dem Hinterhalt anzugreifen, aber eine Reihe von Fehlmeldungen hinderte Jellicoe daran, die deutsche Flotte abzufangen, bevor sie in den Hafen zurückkehrte. Zwei leichte Kreuzer wurden während der Operation von deutschen U-Booten versenkt, was Jellicoe zu der Entscheidung veranlasste, die größeren Einheiten der Flotte südlich von 55° 30' Nord nicht zu riskieren, da es dort viele deutsche U-Boote und Minen gab. Die Admiralität stimmte dem zu und legte fest, dass die Grand Fleet nicht ausrücken würde, es sei denn, die deutsche Flotte versuchte eine Invasion Großbritanniens oder es bestand die große Möglichkeit, dass sie unter geeigneten Bedingungen zu einem Gefecht gezwungen werden könnte.
Am 22. April 1918 fuhr die Hochseeflotte zum letzten Mal nach Norden, um einen Konvoi nach Norwegen abzufangen, musste aber zwei Tage später umkehren, nachdem der Schlachtkreuzer Moltke einen Maschinenschaden erlitten hatte. Die Grand Fleet lief am 24. November von Rosyth aus, als die Operation entdeckt wurde, konnte die Deutschen aber nicht mehr einholen.

### Zwischenkriegszeit
Nachdem die Hochseeflotte in Scapa Flow interniert worden war, erhielt die Revenge den Befehl, die Flotte zu bewachen, während über ihr Schicksal bei den Friedensvertragsverhandlungen auf der Konferenz von Versailles entschieden wurde. Nachdem die Deutschen ihre Flotte am 21. Juni 1919 selbst versenkt hatten, ließ Fremantle den deutschen Kommandanten, Konteradmiral Ludwig von Reuter, an Bord der Revenge bringen. Fremantle beschuldigte Reuter, gegen die Bedingungen des Waffenstillstands verstoßen zu haben und ließ ihn und die deutschen Offiziere als Kriegsgefangene festnehmen.
Aufgrund des Griechisch-Türkischen Krieges wurde die Revenge im Januar 1920 ins Mittelmeer beordert. Dort nahm das Schiff im Juli 1920 an Operationen gegen türkische Nationalisten in Istanbul (damals Konstantinopel) und im Schwarzen Meer teil. Am 19. Juli 1920 lief die Revenge nach Panderma. Dort besuchte König Alexander von Griechenland die Revenge und traf am selben Tag mit Fremantle zusammen. Anschließend unterstützte die Revenge die griechischen Landungen in Sultan köy und Eregli.
Im Mai 1921 wurde das 1. und 2. Schlachtgeschwader zu einem einzigen Geschwader zusammengefasst, wobei die Revenge und ihre vier Schwestern die 1. Division und die fünf Schiffe der Queen-Elizabeth-Klasse die 2. Division bildeten. Zum Ende des Griechisch-Türkischen Kriegs im September 1922 wurde die Revenge erneut zur Mittelmeerflotte entsandt. Im März 1923 kehrte die Revenge wieder in die Heimat zurück und wurde der Atlantikflotte zugeteilt. Im Rahmen der Flottenumstrukturierung vom 1. November 1924 wurden die Schiffe der Queen-Elizabeth-Klasse zur Mittelmeerflotte versetzt und die Schiffe der 1. Division wurden zum 1. Schlachtgeschwader umbenannt. Nach einer Überholung in Devonport 1928 wurde sie im März 1929 zur Mittelmeerflotte abkommandiert. Am 16. Juli 1935 nahm sie an der Flottenparade zum 25-jährigen Thronjubiläum von König Georg V. in Spithead teil.

### Zweiter Weltkrieg

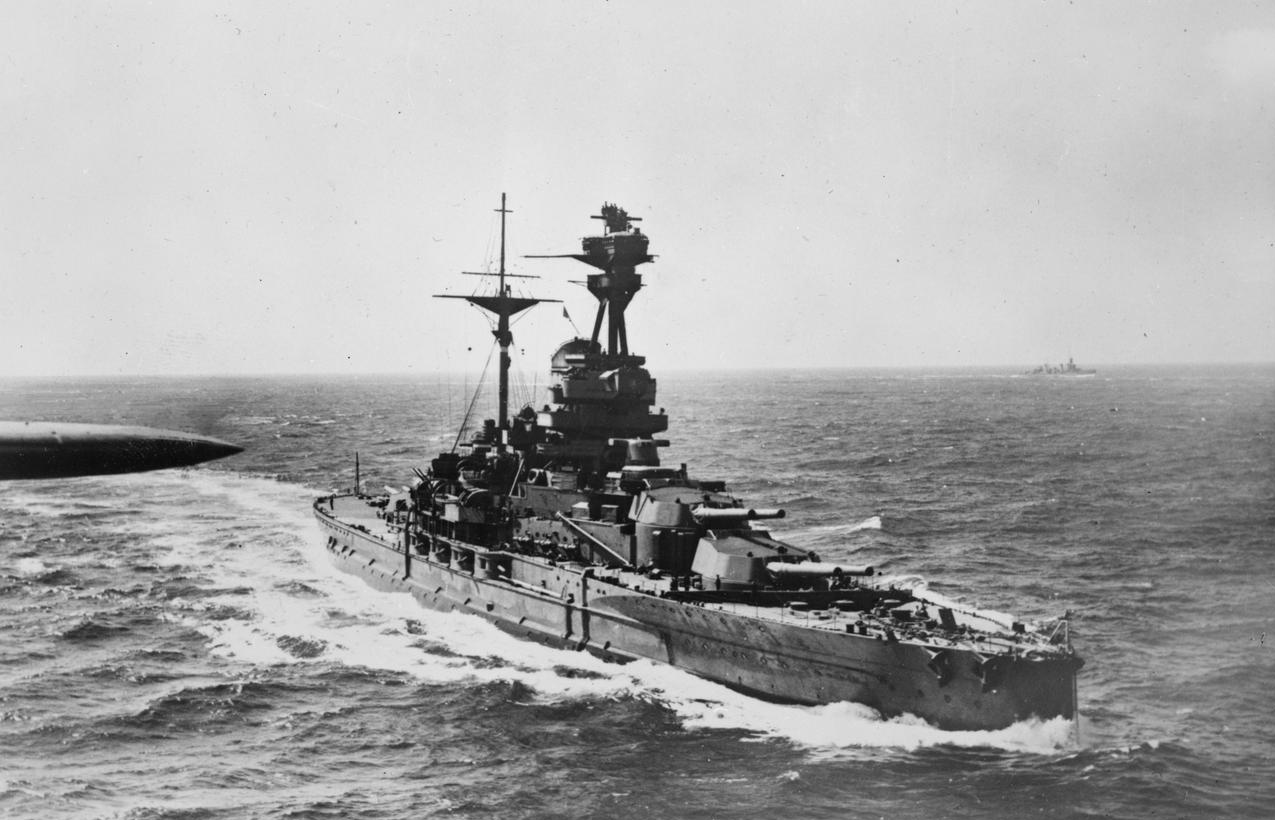
HMS Revenge im Sommer 1940

Beim Ausbruch des Krieges im September 1939 wurde die Revenge der Kanalflotte vor der Isle of Portland zugeteilt. Nachdem der deutsche Schwere Kreuzer Admiral Graf Spee das Handelsschiff SS Clement versenkt hatte, erhielt die Revenge am 1. Oktober Order, sich dem South Atlantic Command anzuschließen. Vier Tage später wurde der Befehl jedoch widerrufen und die Revenge wurde zusammen mit der Resolution zur North Atlantic Escort Force entsandt.

#### Nordatlantik
Nachdem die Revenge mehrere Konvois über den Atlantik geleitet hatte, transportierte sie am 28. Januar 1940 von Plymouth aus Goldbarren mit einem Wert von 10 Millionen Pfund nach Kanada. Am 7. Februar kollidierte die Revenge vor Halifax mit einem kleinen britischen Tanker. Trotz Beschädigung konnte es als Geleitschiff weiterfahren und kehrte am 18. Februar zur Reparatur nach Halifax zurück. Am 12. Mai 1940 kollidierte die Revenge im Hafen von Halifax mit dem Trawler Ypres, der daraufhin sank. Am 30. Mai 1940 nahm die Revenge an der Operation „Fish II“ teil, bei der alle verbliebenen Goldreserven des Vereinigten Königreichs im Wert von 40 Millionen Pfund nach Kanada gebracht werden sollten, um zu verhindern, dass diese bei einer möglichen Invasion dem Feind in die Hände fielen.
Am 3. Juli 1940 nahm die Revenge die Besatzungen des französischen Schlachtschiffes Paris und der französischen U-Boote Thames und Surcouf an Bord, die zusammen mit anderen französischen Schiffen nach dem Fall Frankreichs beschlagnahmt wurden. Am 4. Juli transportierte sie erneut Goldbarren mit einem Wert von 47 Mio. Pfund nach Kanada und am 11. August Goldbarren im Wert von 14 Mio. Pfund. Ende August kehrte die Revenge nach Großbritannien zurück und wurde am 15. September in Erwartung einer deutschen Invasion nach Plymouth verlegt.
In der Nacht vom 10. auf den 11. Oktober verließen die Revenge und sieben Zerstörer Plymouth für eine nächtliche Bombardierung von Cherbourg. Nach dem Abfeuern von Leuchtraketen über dem Cap de la Hague um 03:15 Uhr begann der Angriff. Von 03:33 bis 03:51 Uhr bombardierte die Revenge den Hafen von Cherbourg aus einer Entfernung von etwa 14 Kilometern. Während des 18-minütigen Beschusses feuerte sie 120 Granaten mit ihren 381-mm-Geschützen ab. Anschließend zogen sich die Schiffe unter dem Feuer einer deutschen Küstenbatterie östlich von Cherbourg zurück. Der Beschuss dauerte 30 Minuten, aber es wurden keine Treffer erzielt. Daher trafen die Revenge und die Zerstörer am 12. August um 08:00 Uhr sicher wieder in Spithead ein.
Am 13. November verließ die Revenge zusammen mit dem belgischen Truppentransporter Leopoldville den Clyde in Richtung Halifax, Nova Scotia, wo sie ihre Aufgabe als Geleitschiff wieder aufnahm. Als am 24. Mai 1941 die Nachricht eintraf, dass die Bismarck versuche, in den Nordatlantik vorzudringen, verließ die Revenge Halifax, um sich dem Konvoi HX 128 anzuschließen, der am 20. Mai ausgelaufen war. Von November 1940 bis Juni 1941 begleitete sie die Konvois HX 91, TC 8, WS 7, HX 119, HX 121, HX 125, HX 128, HX 132 und OB 334. Zwischen dem 2. Juli und dem 14. August führte die Revenge vor den Bermudas Schießübungen durch. Nachdem sie Konvoi WS 10X eskortiert hatte, kehrte sie am 16. August nach Bermuda zurück, um Navigations- und Schießübungen durchzuführen.

#### Indischer Ozean
Anfang August 1941 beabsichtigte die Admiralität, eine starke Flotte im Indischen Ozean aufzubauen, die in den Häfen von Colombo und Trincomalee stationiert werden sollte. Diese war zunächst durch die Einwände des Premierministers auf die Royal Sovereign und die Revenge beschränkt. Doch im Dezember forderte Admiral Tom Phillips die Entsendung dreier weiterer Schiffe, darunter die Ramillies und die Warspite. Trotz zahlenmäßiger Überlegenheit von 2:4 Schlachtschiffen war die Warspite dank ihrer Modernisierung als einzige in der Lage, zusammen mit den britischen Flugzeugträgern zu operieren. Dies führte dazu, dass die Revenge sowie ihre drei Schwesterschiffe nur zum Geleitschutz eingesetzt werden konnten. Im März erhielt Admiral Somerville – Befehlshaber der Eastern Fleet – Informationen, die darauf hindeuteten, dass die japanische Fast Carrier Strike Force unter dem Kommando von Nagumo Chūichi beabsichtige, Colombo anzugreifen, was ihn dazu veranlasste, seinen Stützpunkt in das Addu-Atoll auf den Malediven zu verlegen. Um den Japanern zuvorzukommen, beabsichtigte er, Nagumos Flotte bei einem nächtlichen Angriff zu vernichten. Er teilte seine Flotte in zwei Gruppen auf: Force A, bestehend aus den beiden Flugzeugträgern, der Warspite und vier Kreuzern und Force B, die sich aus der Revenge und ihren Schwestern sowie dem Träger Hermes zusammensetzte. Nachdem er drei Tage lang erfolglos nach der japanischen Flotte gesucht hatte, kehrte Somerville zum Addu-Atoll zurück. Als Somerville am 5. April die Meldung erhielt, dass die japanische Flotte Colombo angegriffen habe, zog er die Revenge und ihre drei Schwestern ab und verlegte sie nach Mombasa, wo sie die Schifffahrtswege im Nahen Osten und im Persischen Golf sichern sollten. Am 3. Februar lief die Force A der Eastern Fleet, bestehend aus Revenge, der Warspite, der Resolution, dem Kreuzer Mauritius und den Zerstörern Rotherham, Quilliam, Nepal, Nizam und Foxhound von Kilindini aus in den Indischen Ozean. Dort beteiligte sich die Revenge an der Operation Pamphlet, bei der sie die 30.000 Mann der 9. Division der australischen Armee von Ägypten nach Sydney begleitete.

### Weiteres Schicksal
Im September 1943 kehrte die Revenge in die Heimat zurück und wurde nach ihrer Ankunft der Reserve zugeteilt. Im November 1943 wurde sie wieder in Dienst gestellt, um Winston Churchill nach Malta zu bringen. Im Januar 1944 wurde das Schiff dem Portsmouth-Command mit Sitz in Southampton unterstellt. Im April wurde die Revenge nach Portsmouth abkommandiert, wo die Hauptbewaffnung entfernt wurde, um Ersatzkanonen für die Ramillies und die Warspite bei der Bombardierung der Strände der Normandie bereitzustellen. Am 8. März 1948 wurde sie von der Marineliste gestrichen, auf die Abwrackliste gesetzt und im Juli an British Iron & Steel Co. Ltd. zum Abwracken verkauft.

## Technik

### Abmessungen
Das Schiff hatte eine Gesamtlänge von 189,20 m, eine Breite von 27 m und einen Tiefgang von 10,20 m. Die Verdrängung lag zwischen 30.060 t und 33.350 t.

### Antrieb
Die Revenge war mit zwei Parsons-Turbine ausgestattet, die jeweils zwei Wellen antrieben und insgesamt 40.000 Shp (30.000 kW) entwickelten, mit der sie eine Höchstgeschwindigkeit von 21,9 Knoten (40,6 km/h) erreichte. Der Dampf wurde von 18 Babcock & Wilcox-Kesseln geliefert. Das Schiff konnte maximal 3.400 t Heizöl mitführen, was ihm bei 10 Knoten (19 km/h) eine Reichweite von 4200 Seemeilen (13.000 km) ermöglichte. Die Besatzung des Schiffes bestand aus 908 bis 997 Offizieren und Mannschaft.

### Bewaffnung
Die Hauptbewaffnung bestand aus acht 381-mm-Geschützen in vier Zwillingstürmen, davon zwei vor und zwei hinter den Aufbauten mit der Bezeichnung A, B, X, und Y (von vorn nach achtern). Die Geschütze waren auf Mk-I-Lafetten mit einem Gewicht von 782 t und einem Seitenrichtbereich von −150 bis +150 Grad montiert. Die Kanonen selbst wogen 101 t und hatten bei einer maximalen Elevation von 30° und einer Mündungsgeschwindigkeit von 732 m/s eine Reichweite von 26.520 m. Sie verschossen 871 kg schwere Granaten mit einer Kadenz von etwa zwei Schuss pro Minute. Die Sekundärbewaffnung bestand aus vierzehn 152-mm-Kanonen. Zwölf davon befanden sich in Kasematten mittschiffs, je sechs auf jeder Breitseite. Die verbliebenen zwei befanden sich auf dem Schutzdeck. Jede Kanone mit einem Gewicht von 7 t hatte bei einer maximalen Elevation von 40 Grad eine Reichweite von 12 km. Die 45 kg schweren Granate erreichten dabei eine Mündungsgeschwindigkeit von 861 m/s. Zur Verteidigung gegen Torpedoboote hatte das Schiff vier 47-mm-Schnellfeuergeschütze installiert und für die Flugabwehr standen zwei 76-mm-20-cwt-Schnellfeuergeschütze zur Verfügung. Außerdem war das Schiff mit vier 533-mm-Unterwasser-Torpedorohren ausgestattet.

### Sensoren, Feuerleitanlage
Die Revenge war mit zwei Feuerleitrechnern ausgestattet, von denen sich einer über dem Kommandoturm befand und der andere im Ausguck des Fockmasts befand.

### Panzerung
Die Schiff hatte einen Panzergürtel aus Krupp-Zementstahl. Er streckte sich von der A-Barbette bis zur Y-Barbette und war mittschiffs 330 mm dick. Davor und dahinter verjüngte er sich auf 102 mm. Darüber verlief ein 152 mm dicker Plankengang, der sich von der A-Barbette bis zur X-Barbette erstreckte und in 152-mm-Querschotten endete. Die Geschütztürme waren mit 279–330 mm Panzerung an den Seiten und mit 127 mm auf dem Dach geschützt. Die Barbetten waren über dem Oberdeck 152–254 mm dick und darunter 101–152 mm. Die Deckspanzerung war ähnlich wie bei der Queen-Elizabeth-Klasse mit einer zusätzlichen 51-mm-Deckspanzerung auf dem Hauptgürtel in Höhe des Hauptdecks ausgestattet. Der Kommandoturm war rundherum mit 330 mm gepanzert und hatte ein 76 mm dickes Dach. Der hintere Kommandoturm war rundherum mit 152 mm geschützt. Zum Schutz gegen Unterwasserexplosionen war das Schiff mit 38-mm-Torpedoschotten ausgestattet, die vom vorderen bis zum hinteren Magazin verliefen.